# Springer Gesundheits- und Pharmazieverlag
Der Springer Gesundheits- und Pharmazieverlag ist ein seit Januar 2007 bestehender Tochterverlag der Verlagsgruppe Springer Science+Business Media, der sich auf Fachzeitschriften in den Bereichen Gesundheit, Ernährung und Pharmazie spezialisiert hat. Er ist dem Verlag Springer Medizin in Heidelberg angegliedert, hat seinen Sitz aber im Südhessischen Neu-Isenburg.
Springer Science+Business Media steht dabei in keiner Verbindung zum Axel-Springer-Verlag.

## Zeitschriften
Sämtliche Publikationen erscheinen monatlich.
- Die Ernährung – Wissenschaft und Praxis informiert als wissenschaftliche Publikation über die Entwicklungen in den Bereichen Ernährung und Diätetik und vermittelt wissenschaftliche Erkenntnisse sowie deren Bedeutung für die Praxis.[2]
- DAS PTA MAGAZIN ist ein Fachjournal und richtet sich mit fachlichen Informationen in erster Linie an pharmazeutisch-technischen Assistenten.[3]
- APOTHEKE + MARKETING wendet sich an das Fachpersonal, in erster Linie aber an den Leiter der öffentlichen Apotheke und informiert schwerpunktmäßig über Marketing, Management und Pharmazie.[4]